# Nikolaus Gross
Nikolaus Gross (Niederwenigern, 30 settembre 1898 – Berlino, 23 gennaio 1945) è stato un giornalista tedesco, beatificato da papa Giovanni Paolo II nel 2001.

## Biografia
Nato nella regione della Ruhr da una famiglia operaia, iniziò a lavorare in miniera. Si sposò nel 1923 ed ebbe sette figli.
Fu attivo nelle associazioni di lavoratori cattolici tedesche e scrisse numerosi articoli per i giornali sindacali, divenendo anche caporedattore.
Pubblicò articoli contro la politica nazionalsocialista di Hitler, che tentò di far chiudere il suo giornale.
Accusato di sostegno morale ai responsabili dell'attentato a Hitler, fu arrestato nel 1944 e nel 1945 fu condannato a morte.
La sentenza di morte fu eseguita per impiccagione nel carcere berlinese di Plötzensee.

## Il culto
Fu beatificato da papa Giovanni Paolo II il 7 ottobre 2001.
Il suo elogio si legge nel Martirologio romano al 15 gennaio.